# Stretto di De Long
Lo stretto di De Long (in russo Пролив Дмитрия Лонга, proliv Longa) è un braccio di mare tra l'isola di Wrangel e la costa settentrionale della Siberia, che unisce il mare della Siberia orientale al mare dei Ciukci. Le acque dello stretto sono attraversate dal 180º meridiano mentre la linea internazionale del cambio di data è convenzionalmente spostata verso est.

## Geografia
Lo stretto di De Long ha una larghezza minima di 141 km, tra capo Blossom, l'estrema punta sud-occidentale dell'isola di Wrangel, e capo Billings sulla costa della Čukotka.

## Storia
Lo stretto di De Long è sulla linea dal passaggio a nord-est, la rotta marittima del nord. Nel mese di agosto del 1983, è stato il luogo di un disastro, quando 50 navi sono rimaste intrappolate nel ghiaccio, con la conseguente perdita di una e il danneggiamento di altre 30.